# فلت‌لندز (بروکلین)
فلت‌لندز (به انگلیسی: Flatlands) یک منطقهٔ مسکونی در ایالات متحده آمریکا است که یک محله در نیویورک می‌باشد. مرزهای محله فعلی تقریباً از خلیج ریج در شمال، خیابان یو در جنوب، خیابان رالف در شرق، و خیابان فلت بوش در جنوب غربی کشیده شده‌است.
فلت‌لندز که در اصل یک شهر مستقل بود، در سال ۱۸۹۶ بخشی از شهر بروکلین شد.
فلت‌لندز بخشی از منطقه ۱۸ بروکلین است و کد پستی اصلی آن ۱۱۲۳۴ می‌باشد. بخش ۶۳ اداره پلیس شهر نیویورک بر این محله نظارت دارد. از نظر سیاسی توسط ناحیه ۴۵ و ۴۶ شورای شهر نیویورک نمایندگی می‌شود. فلت‌لندز ۵٫۹۰۵۳ کیلومتر مربع مساحت و ۶۴٬۷۶۲ نفر جمعیت دارد.